# Hemofòbia
|  | No s'ha de confondre amb Homofòbia. |

L'hemofòbia (del grec αἷμα - haima, "sang" i φόβος - phobos, "por, fòbia") és la por irracional o la fòbia a la sang. Normalment, els hemofòbics acostumen a evitar les agulles i els objectes amb punxa i tallants. Aquesta fòbia sol estar relacionada amb la belonefòbia, que és la fòbia als objectes tallants. Els casos greus d'aquesta por poden causar reaccions físiques que són poc comuns en la majoria dels altres temors, concretament síncope vasovagal (desmai). Poden ocórrer reaccions similars amb la traumatofòbia. Per aquesta raó, aquestes fòbies es classifiquen com "fòbia de tipus sang-injecció-lesió" pel DSM-IV. Alguns textos antics es refereixen a aquesta categoria la "fòbia a la lesió-ferida-malaltia de la sang."

## Causes
La fòbia a la sang sovint és causada per un traumatisme directe o indirecte en la infància o l'adolescència. Encara que alguns han suggerit una possible relació genètica, l'estudi de bessons suggereix aprendre que són més significatius l'aprenentatge social i els successos traumàtics més que de la genètica.
La inclusió de "fòbia a la sang per lesió" en la categoria de les fòbies específiques o simples en sistemes de classificació reflecteix una percepció que la por té el paper principal en el trastorn. Consistent amb aquesta hipòtesi, la fòbia a sang per lesió sembla compartir una etiologia comuna amb altres fòbies. Kendler, Neale, Kessler, Heath i Eaves (1992) han argumentat que comparant les dades dels els bessons monozigòtics amb els dicigòtics que el factor genètic comú a totes les fòbies (agorafòbia, fòbia social i fòbies específiques), predisposa fortament a una persona per a fòbies específiques.
El reconeixement d'una vulnerabilitat heretada comuna a totes les fòbies és consistent amb la noció que trets elevats d'ansietat predisposa als trastorns d'ansietat. El tret d'ansietat proporciona un fons d'activació afectiva que permet una activació més ràpida de la resposta de lluita o fugida. Pel que fa als esdeveniments d'activació específiques, condicionen una forma que estimuli ser capaç de provocar ansietat (Rachman, 1991).
En conseqüència, les experiències doloroses poden condicionar por a estímuls de lesió sanguínia. Normalment, els investigadors consideren que un 60% dels inicis de la percepció subjectiva de la fòbia a la lesió de sang amb les experiències de condicionament (Ost, 1991; Ost,
1992; Ost & Hugdahl, 1985; Thyer et al., 1985). No obstant això, els exàmens dels resums verbals disponibles cas per cas qüestionen els episodis de condicionament, concloent que són prevalents segons s'informa. (vegeu Mattick, Pàgina, i Lampe, en premsa). Per exemple, Thyer et al. (1985) van identificar l'episodi condicionat quan el "pacient va rebre una injecció als 13 anys i es va desmaiar" (pàg. 455), i en una altra persona 'als sis anys va sentir que la seva mestra d'escola primària donava una xerrada sobre el sistema circulatori. Això va espantar al pacient a la punt de síncope". (Thyer et al., 1988)

## Tractament
L'enfocament estàndard per al tractament és el mateix que amb altres fòbies: teràpia cognitiva del comportament, la dessensibilització, i possiblement medicaments que ajudin amb l'ansietat i el malestar. En els últims anys ha guanyat més adeptes per al tractament la tècnica coneguda com a tensió aplicada, aplicant tensió als músculs en un esforç per augmentar la pressió arterial, perquè sol ser eficaç per a l'hemofòbia associada amb els descensos de la pressió arterial i desmais.
A causa que la por a la sang és extremadament comuna, s'explota amb freqüència en la cultura popular. Les pel·lícules de terror i els esdeveniments de Halloween s'aprofiten de l'aversió natural a la sang, sovint amb grans quantitats de sang falsa.